# Dutohlávka kuželovitá
Dutohlávka kuželovitá (Cladonia coniocraea) je druh lišejníku z čeledi dutohlávkovitých (Cladoniaceae). Tento druh poprvé popsal německý lichenolog Heinrich Gustav Flörke roku 1821 jako Cenomyce coniocraea. Současné pojmenování získala dutohlávka kuželovitá v roce 1827, kdy ji Kurt Polycarp Joachim Sprengel zařadil do rodu Cladonia.

## Popis
Dutohlávka kuželovitá je lišejník s trubicovitými stélkovými útvary (podecia), které vyrůstají z primární stélky tvořené drobnými šupinami. Tyto šupiny měří 3–9 mm na délku a 2–5 mm na šířku, bývají hluboce členěné a mohou se ohýbat tak, že odhalují šedavou spodní stranu. Podecia dosahují výšky 8–45 mm, jsou úzká (1–2 mm široká), šedozelená, jemně rýhovaná a někdy pokrytá soráliemi, což jsou práškovité útvary obsahující rozmnožovací částice (soredia).
Na vrcholu podecií se někdy objevují drobné hnědé plodnice (apotecia), ale jsou vzácné. Dutohlávka obsahuje jako fotobionta zelené řasy, díky čemuž se ve vlhkém prostředí stává jasněji zelenou.

## Chemické složení
Dutohlávka kuželovitá obsahuje specifické lišejníkové kyseliny, jako je fumarprotocetrarová kyselina a protocetrarová kyselina. Tyto látky mají antimikrobiální účinky a chrání lišejník před mikrobiálními infekcemi.
Některé lišejníkové kyseliny, jako kyselina usnová a parietin, mohou absorbovat UV-B záření a fungují jako přírodní ochrana před jeho škodlivými účinky.
Tyto látky se využívají při chemických testech, například při reakci na para-fenylendiamin, kdy dochází k oranžovému až červenohnědému zabarvení.

## Rozšíření a stanoviště
Dutohlávka kuželovitá je rozšířena po celém světě kromě Antarktidy. Je běžná v lesích mírného pásu Evropy, Severní Ameriky a Asie. Roste zejména na rozkládajícím se dřevě, pařezech, mechatých plochách nebo na půdě bohaté na organické látky. Preferuje kyselé substráty, jako je kůra jehličnatých stromů či kameny.

## Ekologie
Tento lišejník hraje důležitou roli v ekosystémech jako průkopnický druh. Kolonizuje chudé substráty, přispívá k rozkladu organického materiálu a poskytuje útočiště pro drobné bezobratlé živočichy. Kromě toho pomáhá zadržovat vlhkost a podílí se na udržování rovnováhy v lesních ekosystémech.
Extrakt z Cladonia coniocraea byl testován na ochranu DNA před poškozením a prokázal významné ochranné účinky.

## Galerie

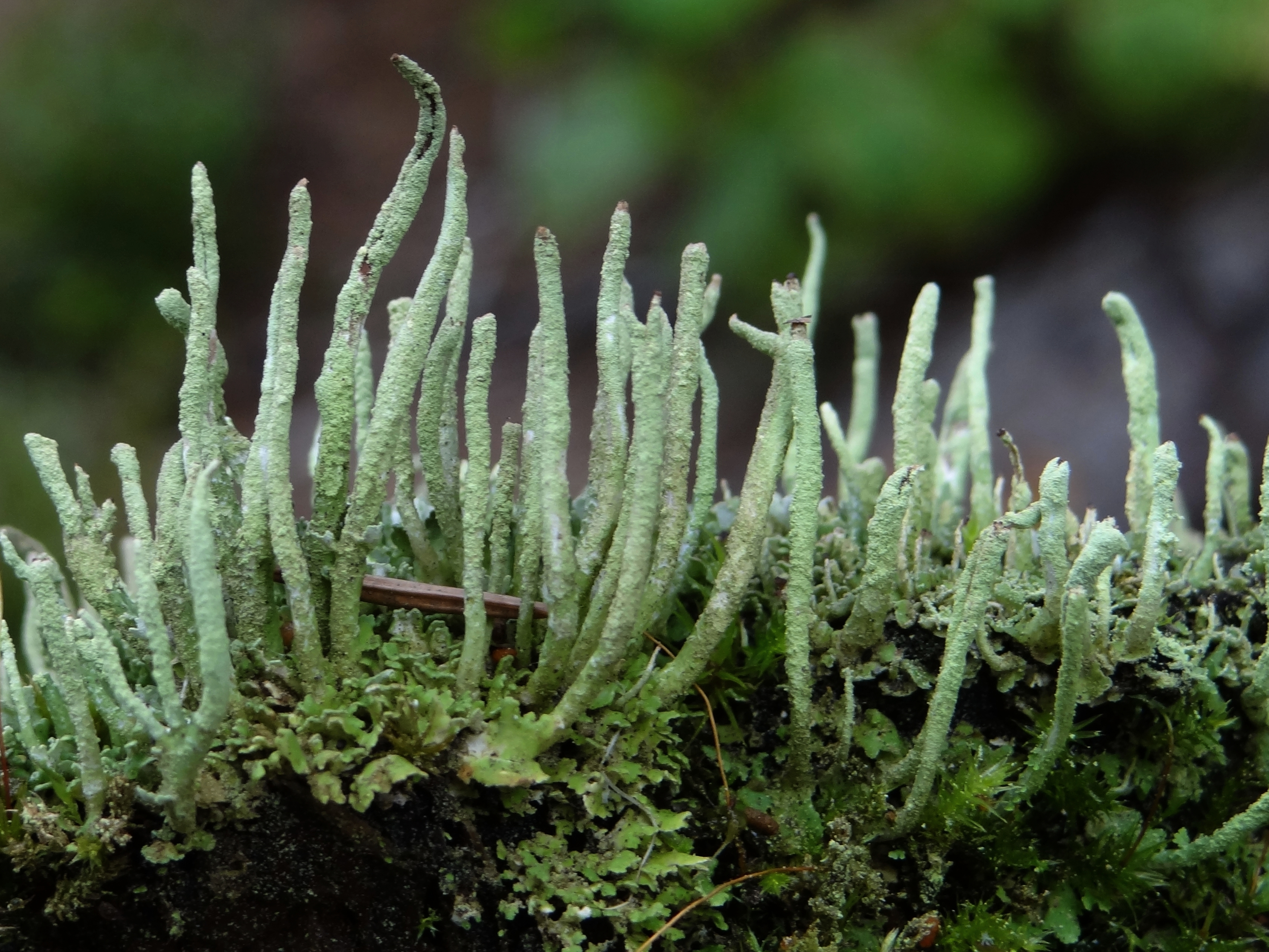
Detail podecií
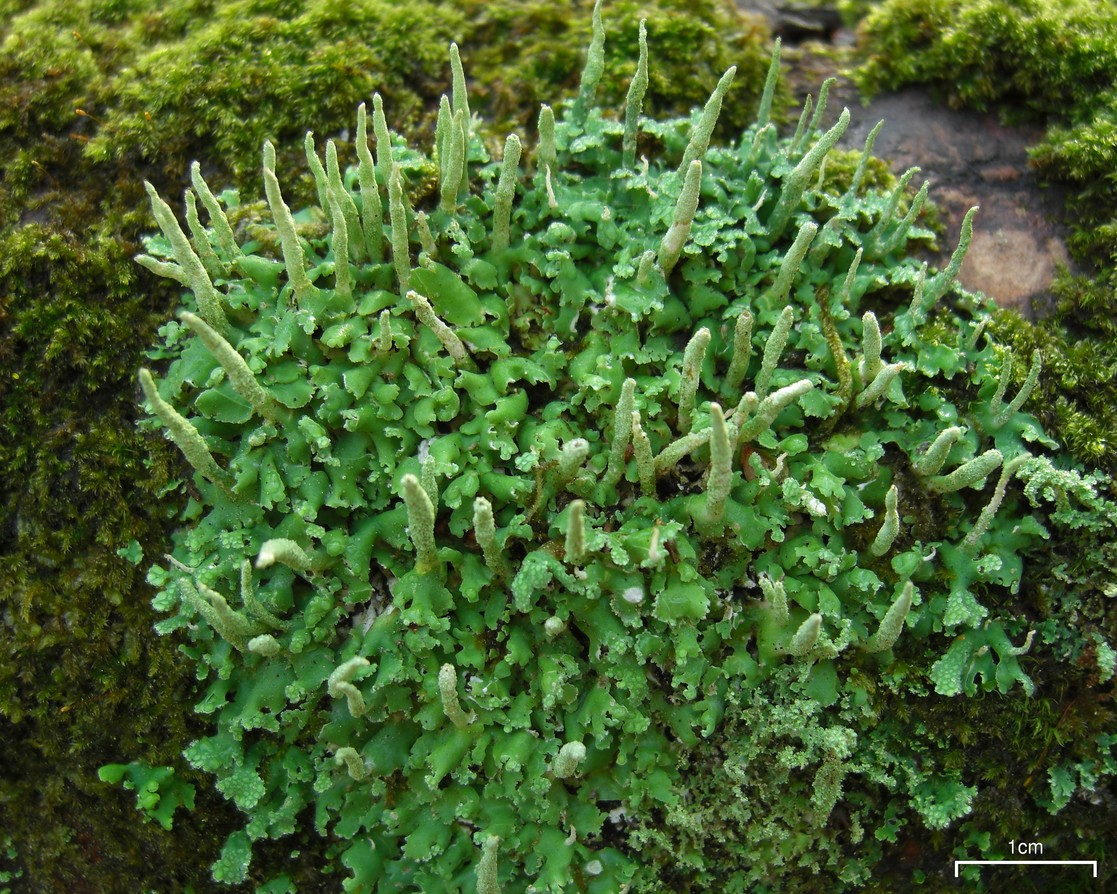
Stélka na dřevě
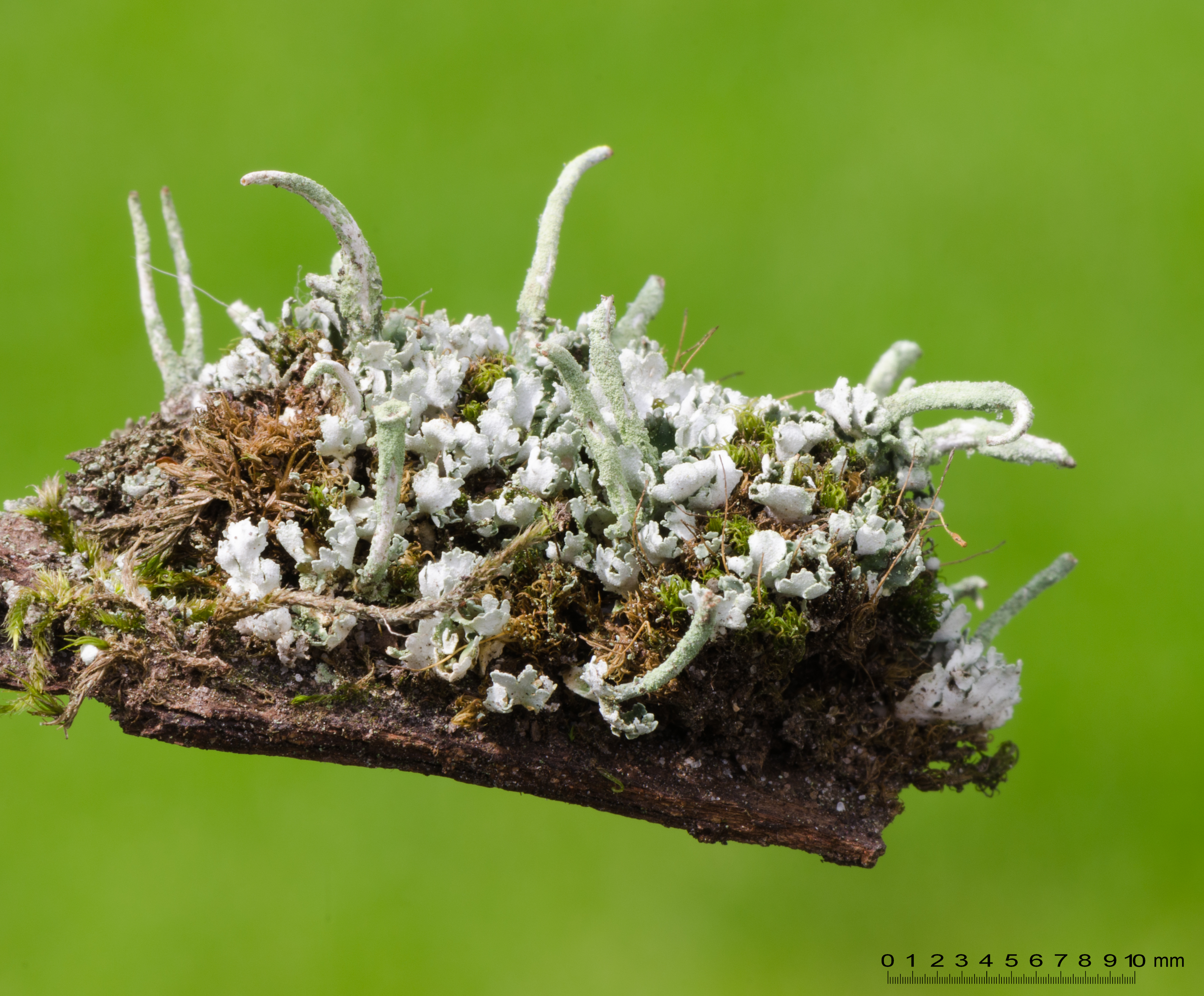
Růst v lesním prostředí
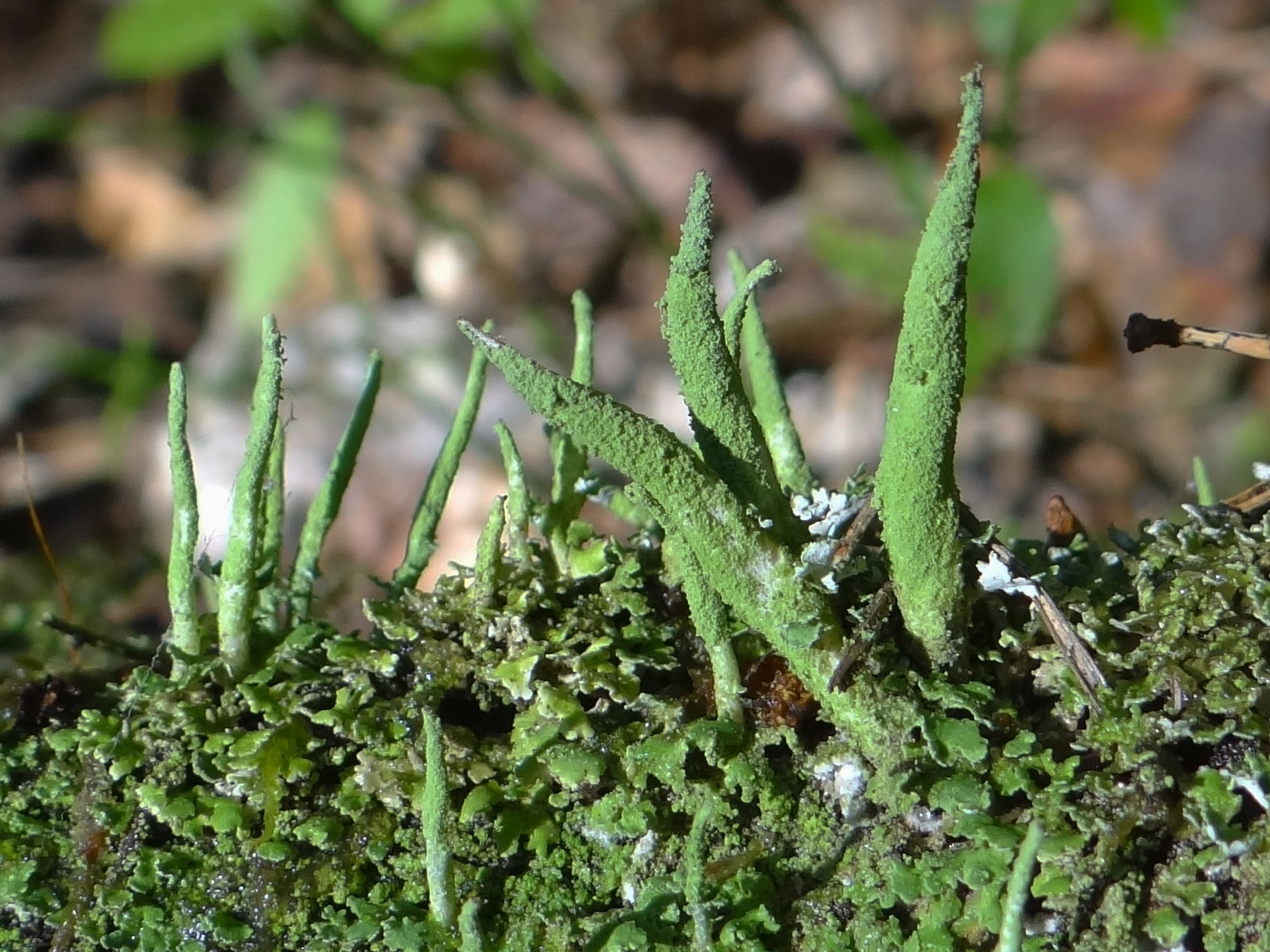
Podecia s apoteciemi